# 一加手機7
一加手機7（OnePlus 7，外文常縮略為OP7）是中國大陸廠商一加推出的智能手機，於2019年5月14日發佈。是2018年發佈的一加手機6T繼任者。

## 外部連結
- （英文）官方网站

| 前任者： 一加手機6T | 一加手機7 2019 | 繼任者： 一加手机7T |